# Indian Beach
Indian Beach é uma cidade  localizada no estado norte-americano de Carolina do Norte, no Condado de Carteret.

## Demografia
Segundo o censo norte-americano de 2000, a sua população era de 95 habitantes.
Em 2006, foi estimada uma população de 96, um aumento de 1 (1.1%).

## Geografia
De acordo com o United States Census Bureau tem uma área de
3,8 km², dos quais 1,5 km² cobertos por terra e 2,3 km² cobertos por água.

## Localidades na vizinhança
O diagrama seguinte representa as localidades num raio de 16 km ao redor de Indian Beach.